# 关马湖汉墓
关马湖汉墓，位于宁夏回族自治区吴忠市利通区，是中华人民共和国宁夏回族自治区文物保护单位之一。
1988年，授予宁夏回族自治区文物保护单位，是一座古墓葬。